# 強盗騎士
強盗騎士（英語:robber baron或robber knight，德語:Raubritter）是中世紀歐洲一些從事盜匪活動的騎士。
他們戰時是僱傭兵，平日則以強取過高額路費作生計，也以決鬥制度為名搶奪對方財產作戰利品。
這些人在14世紀時因神聖羅馬帝國皇帝取締而消失。